# Sternchenschmerle

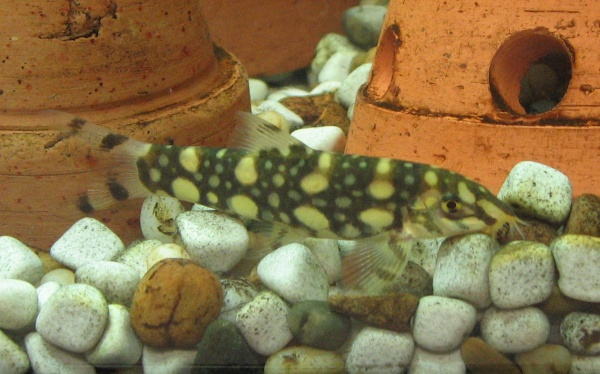
Sternchenschmerle in Durchschnittsgröße

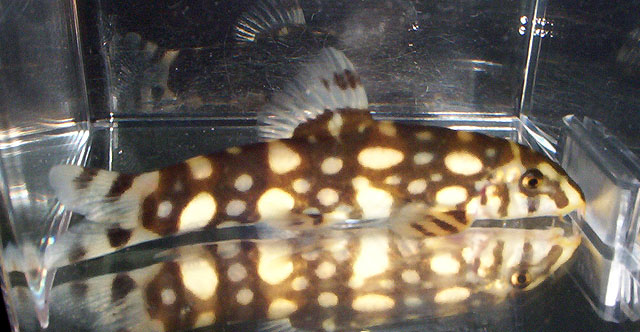
Sternchenschmerle im Gefäß

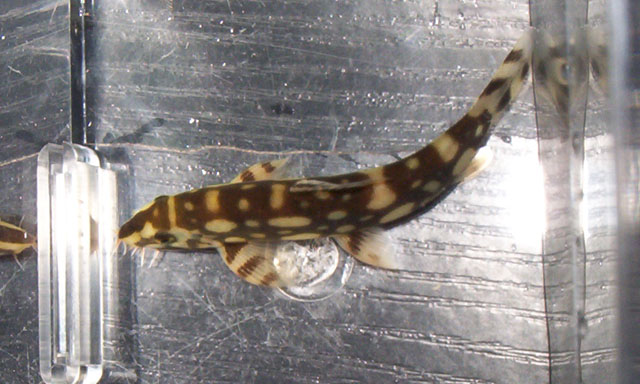
Sternchenschmerle Draufsicht

Botia kubotai, mit deutschem Namen auch Sternchenschmerle oder Birma-Prachtschmerle, auf Englisch Burmese Border Loach (Burmesische Grenzschmerle), ist ein Fisch aus der Familie der Prachtschmerlen (Botiidae) aus Südostasien. Diese Art hat mittlerweile eine Bedeutung in der Süßwasseraquaristik tropischer Fischarten bekommen. Ihren Namen verdankt sie der Aquarienexportfirma Katsuma Kubota in Thailand, die diese Spezies entdeckte und zur Identifizierung verschickte.

## Vorkommen
Botia kubotai wurde 2002 im Grenzgebiet zwischen Thailand und Myanmar (ehemals Birma) entdeckt. Die Typusexemplare wurden im Megathat Chaung im oberen Flussbecken des Ataran gefunden. Ihr Vorkommen konzentriert sich auf die Gewässer des Salween-Flusssystems. Weitere Funde wurden in den Flüssen Ataran und Suriya im Wildschutzgebiet Thung Yai Naresuan in der Provinz Tak in Thailand gemacht.

## Merkmale und Systematik
Sternchenschmerlen gelten mit einer Maximalgröße von zehn Zentimetern als Zwergschmerlen. Sternchenschmerlen sind gold-schwarz-grau gefärbt und tragen eine schachbrettartige Zeichnung. Die Musterung variiert nach Alter des Fisches. Jungfische von etwa 2,5 cm sind der Art Botia histrionica sehr ähnlich. Bei etwa fünf Zentimetern ändert sich die Zeichnung derart, so dass große gelbe Ovale hervortreten. Sternchenschmerle besitzen ein unterständiges Maul mit zwei Barteln.

## Verhalten
Gruppen von Sternchenschmerlen beinhalten etwa fünf bis sechs Exemplare, die im Sandboden nach Nahrung suchen. Sie zeigen in freier Wildbahn ein aktives und neugieriges Verhalten.

## Gefährdung und Schutz
Die Einstufung der Sternchenschmerle wurde durch die International Union for Conservation of Nature and Natural Resources (IUCN) mit „Data Deficient“ (nicht ausreichender Datenbestand) vorgenommen. Berücksichtigt wurde hierbei das die Sternchenschmerle erst vor kurzer Zeit gefunden und als eigenständige Fischart anerkannt wurde. Als Hauptgefährdung werden die zunehmende Beliebtheit als Aquarienfisch, die hohe Nachfrage durch den Aquarienhandel und die dadurch ausgelöste starke Befischung ihrer Lebensräume genannt.
Dieser Befischungsdruck nahm aufgrund der politischen Instabilität in Myanmar etwas ab. Für die thailändischen Vorkommen könnte unter Umständen bereits eine starke Abnahme der Populationsdichten vorhanden sein. Der Schutz der als Lebensraum bewohnten Flüsse, Wasserfälle und angrenzender Bäche, die von Waldrändern gesäumt werden, ist ungewiss. Um die Sternchenschmerle zu schützen sind Überwachungen der Lebensraum- und Populationstrends notwendig.

## Aquaristik
Die sehr lebhaften Sternchenschmerlen sind gesellige Tiere mit ausgeprägtem Sozialverhalten und sollten daher unbedingt in Gruppen gehalten werden. Gegenüber anderen Fischarten verhalten sich Sternchenschmerlen bei ausreichender Beckengröße ab 100 Litern friedlich. Die Wassertemperatur sollte 22 bis 30 °C betragen, der pH-Wert leicht sauer zwischen 6,5 und 6,9 liegen und die Wasserhärte dGH von 0 bis 8,0 (leicht weiches bis mittelhartes Wasser). Aufgrund ihres Territorialverhaltens sollten sich im Aquarium ausreichend Verstecke aus Wasserpflanzen, Steinen und Röhren befinden. Wildfänge leiden häufig unter Parasiten. Botia kubotai ist ein Allesfresser, der tierische Nahrung bevorzugt. Sie fressen Wasserschnecken, Süßwassermuscheln, Zwerggarnelen, Blutwürmer, Tubifex, Wirbellose und andere Kleintiere. Sie gelten als ausgesprochene Schneckenfresser, die einen Bestand im Aquarium stark dezimieren können. Auch sorgen sie durch ihre wühlende Nahrungsaufnahme für ein Durchwühlen des Bodensubstrates.
Sternchenschmerlen sind empfindlich gegenüber schlechten Wasserwerten und verlangen daher häufigere Wasserwechsel, eine gute Durchlüftung und eine gute Filterleistung.